# Стюарт Пиърс
Стюарт Пиърс (на английски: Stuart Pearce) е бивш английски футболист и настоящ треньор, роден на 24 април 1962 г. в Хамърсмит. Считан е за един от най-добрите леви защитници в историята на английския футбол. Прекарва половината от кариерата си в Нотингам Форест, където се превръща в любимец на феновете и дългогодишен капитан на отбора.